# Cristoforo da Messisbugo

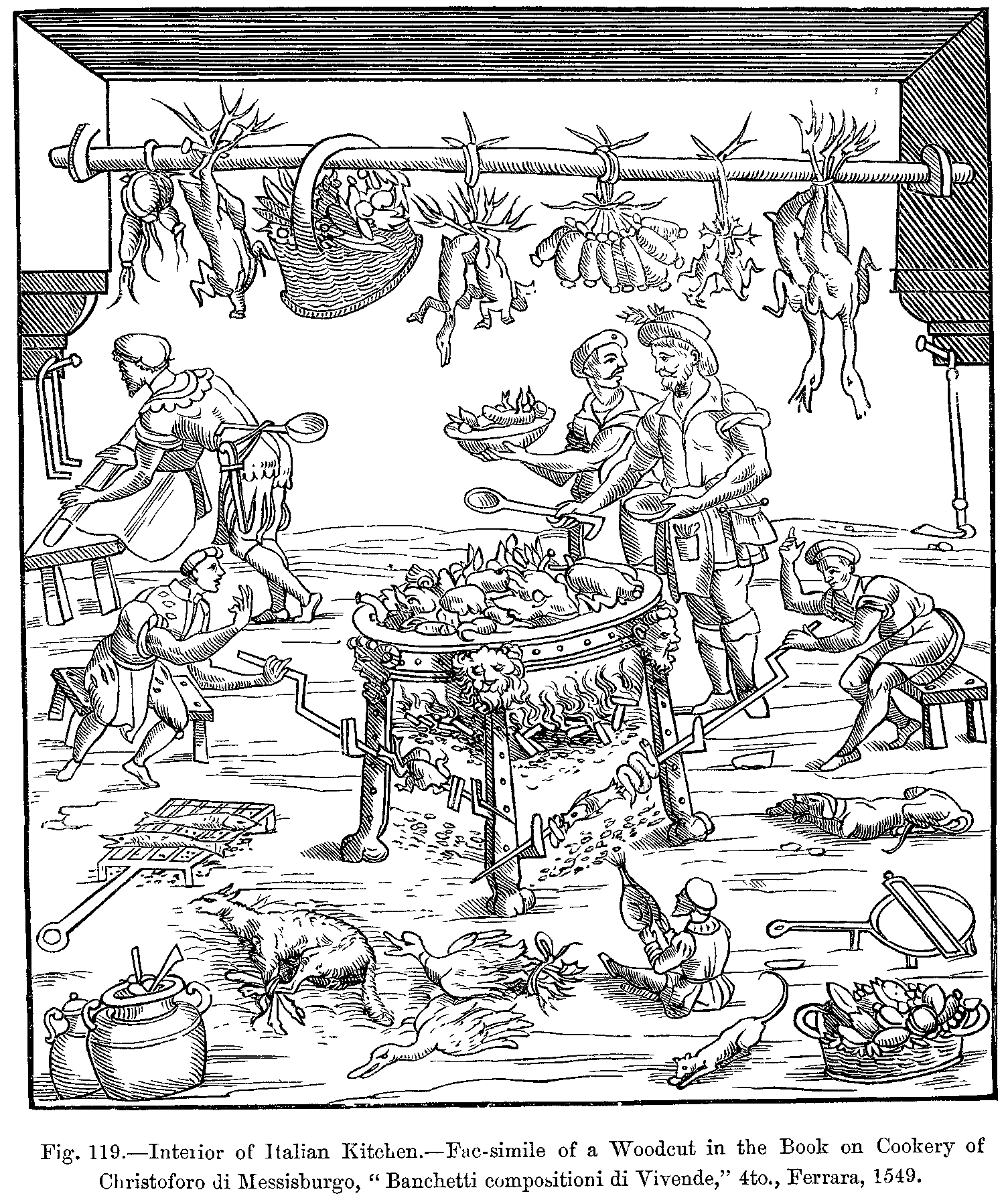
Intérieur de cuisine italienne, fac-simile de gravure sur bois, auteur inconnu, du livre de cuisine de Cristoforo da Messisbugo : Banchetti composizioni di vivande e apparecchio generale, 1549

Cristoforo da Messisbugo (né à la fin du XVe siècle et mort en 1548 à Ferrare) est un cuisinier italien de la Renaissance, qui fut grand intendant de la Maison d'Este à Ferrare.

## Biographie
De 1524 à 1548, Cristoforo da Messisbugo œuvre à la cour d'abord d'Alphonse Ier  puis d'Hercule II où il coordonne de nombreux et fastueux banquets. Très apprécié pour ses talents de maître des cérémonies, il est fait comte palatin le 20 janvier 1533 par Charles Quint. 
Il écrit un manuel de recettes qui sera publié en 1549, un an après sa mort : Banchetti composizioni di vivande e apparecchio generale, destiné aux spécialistes des repas princiers, dans lequel il énumère toute la logistique nécessaire à la réussite des banquets ; les éléments de décor, ustensiles de cuisine et recettes sont détaillés avec minutie. Il améliore les recettes traditionnelles par des plats d'origine lointaine (maccheroni à la Napolitaine, tortelleti à la Lombarde, chapon à la Française, soupe à la Hongroise, à la Turque, à l’Anglaise, l’hispanisante carabazada, la tourte à l’Allemande, le plat à la juive). Il innove aussi en créant une nouvelle famille de pâtes farcies : tortelleti, agnolotti, capelleti, tortelloni. Au cours du siècle, l’ouvrage est enrichi et réédité plusieurs fois à Venise. 
Sans toutefois égaler la notoriété de son confrère et contemporain Bartolomeo Scappi, son livre reste une référence dans l’histoire de la gastronomie européenne de la Renaissance.
Le lieu de sa sépulture se trouve dans l'église du monastère de Saint Antoine de Polésine.